# Rambolamasoandro
 (juillet 2012).
Si vous disposez d'ouvrages ou d'articles de référence ou si vous connaissez des sites web de qualité traitant du thème abordé ici, merci de compléter l'article en donnant les références utiles à sa vérifiabilité et en les liant à la section « Notes et références ».
La princesse Rambolamasoandro est une personnalité historique de Madagascar, l'une des douze femmes d'Andrianampoinimerina, premier roi de l'île. Il y a des confusions sur les lieux exacts de sa tombe certains récits indiquent qu'elle était enterrée à Tanjondroa (ou Antanjondroa), Imarovatana, le tombeau de sa famille et certains récits disent qu'elle est à Ambohidratrimo. Étant donné qu'elle était accusée et par la suite punie par son fils (le roi Radama Ier) pour complot contre le souverain, Tanjondroa est le lieu le plus probable.
Fille de Rabezaka, de Anosinimerina, et de la reine d'Imarovatana, Ramanandrianjaka II Ravorombato.